# Engelomyia alpina
Engelomyia alpina är en tvåvingeart som beskrevs av Townsend 1931. Engelomyia alpina ingår i släktet Engelomyia och familjen parasitflugor.
Artens utbredningsområde är Bolivia. Inga underarter finns listade i Catalogue of Life.